# 白色沙灘旁的鶴龜助產院
《白色沙灘旁的鶴龜助產院》（つるかめ助産院）為日本女作家小川糸於2010年發表的小説。

## 簡介
因丈夫行蹤不明而傷心不已的瑪莉亞，獨自前往曾和丈夫聊過、位於沖繩縣南方的一座心型小島。
在那裡，她不期遇見了助產院的院長鶴田龜子，出乎意料地被告知已有孕在身。成長期間完全不知親情為何物的她，對於意外發現體內正孕育著新生命一事感到不知所措。她遇到了在助產院工作的越南人香菜小姐、產婆艾蜜莉、旅人沙米和孕婦艷子女士等。在這些島上個性分明的朋友以及美麗大海的圍繞之下，她逐漸面對了孤獨的過去，迎頭走向全新的美好未來。
這是一部描寫生命的誕生與再生的小說。

## 小說登場人物
- 瑪莉亞
- 鶴田龜子
- 香菜
- 艾蜜莉
- 沙米

## 電視劇
《鶴龜助產院～來自南方小島〜》（つるかめ助産院〜南の島から〜）於2012年8月28日至10月16日於日本NHK「連續劇10」時段播出。

## 登場人物

### 鶴龜助產院
- 小野寺瑪莉亞：仲里依紗（幼年時期：小林星蘭）

本姓：安西。曾在都市當過美容師。來到小島後，在龜子的鼓勵下，在助産院内開設美髮沙龍。
- 鶴田龜子：余貴美子

鶴龜助產院的助産師。
- 天城里見／沙米[2]： 中尾明慶

在助産院包辦一切雜務的青年。
- 艾蜜莉：佐藤仁美

鶴龜助產院的護理師。3個小孩的母親。
- 香菜妹妹：水崎綾女

遠從越南來到美波間島學習助産的研究生。
- 長井朗／長老：伊東四朗

美波間診所的醫師。専長是婦產科。

### 島上的居民
- 阿碧：岡本麗

家庭主婦。
- 丘女士：西尾麻里

家庭主婦。
- 田上千惠：久保田磨希

原先要到島上的助產院待產，卻在半路上臨盆的孕婦。
- 田上真一：藤木勇人

8人大家族的父親。在瑪莉亞來到島上後，第9個孩子誕生了。
- 田上睦美：黒木瑠七

田上家的女兒，排行第六。
- 田上榮斗：長谷川征海

田上家的兒子，排行第八。
- 大野原妙／阿肇：平良臣

美波間島的餐廳「流浪小吃」老闆。
- 德野和雄／德仔：柳澤慎吾

漁夫，也是島上唯一的計程車駕駛。
- 上原紗由梨：有村架純

在單親家庭長大，16歲就成了單親小媽媽。
- 上原理恵：麻生祐未

紗由梨的母親。對於女兒未婚生子的決定相當不能諒解。
- 艷子：加藤貴子

因與丈夫不睦，獨居在石垣島的婦人。之後因精神及身體狀況不佳，且懷有身孕，因而入住助産院。
- 阿督：松田沙紀
- 女孩：坂本玲
- 研介：明樂哲典

### 瑪莉亞的家人
- 小野寺達也：溝端淳平

瑪莉亞的丈夫。任職設計公司。與瑪莉亞結婚的一年後，突然下落不明。
- 安西豐：冨家規政

瑪莉亞的養父。
- 安西涼子：賀來千香子

瑪莉亞的養母。阿豐的妻子。親生兒子出生不久就夭折，瑪莉亞就是當時夫妻到育幼院領養的孩子。
- 瑪莉亞的孩子（聲音）：鈴木福

### 島上的其他人們
- 渡隆志：松島庄汰
- 川野浩司／浩司：夕輝壽太

紗由梨的孩子的親生父親。
- 大野原始：猩爺（搞笑藝人）

阿妙的兒子。18歲時離開美波間島，到大都市經營啤酒屋。
- 澤本夕也：小倉久寛

婦產科醫師。單身。

## 製作群
- 原作：小川糸《白色沙灘旁的鶴龜助產院》（集英社）
- 劇本：水橋文美江
- 音樂：吉俣良
- 導演：佐佐木章光、古厩智之
- 音響效果：龜森素子、岩熊展史、辻田昇司
- 協助：沖繩縣竹富島全體居民
- 協助拍攝：沖繩縣竹富町、石垣市、千葉縣匝瑳市
- 協助取材：沖繩縣渡名喜村、鹿兒島縣徳之島町
- 助産考證：岡本喜代子（日本助産師協會會長）
- 醫療考證：山本昌督、依光海枝（沖繩縣立中部醫院）、冨名腰文人
- 美容指導：佐藤圭太
- 三味線指導：宮里英克
- 沖繩方言指導：今科子
- 料理造型師（food coordinator）：原祐子
- 製作統括：菅原浩、黑澤淳
- 製作、出品：NHK、Telepack

### 主題曲
- 色情塗鴉樂團（人影）（SME Records Inc.）

### 各集標題
| 集數                                                                            | 播出日期       | 標題                                     | 導演       |
| ------------------------------------------------------------------------------- | -------------- | ---------------------------------------- | ---------- |
| 第1集                                                                           | 2012年8月28日  | 嵐の前の旅立ち（暴雨來臨前的旅程）       | 佐佐木章光 |
| 第2集                                                                           | 2012年9月4日   | ゴエンの契り（姻緣的約定）               | 佐佐木章光 |
| 第3集                                                                           | 2012年9月11日  | 新たなさざ波（嶄新的漣漪）               | 古厩智之   |
| 第4集                                                                           | 2012年9月18日  | もう捨てないで（別再離開了）             | 古厩智之   |
| 第5集                                                                           | 2012年9月25日  | 妊婦心と秋の空（懷孕的心情，秋季的天空） | 佐佐木章光 |
| 第6集                                                                           | 2012年10月2日  | 母の想い（想念母親）                     | 古厩智之   |
| 第7集                                                                           | 2012年10月9日  | 涙そうそう（淚光閃閃）                   | 古厩智之   |
| 完結篇                                                                          | 2012年10月16日 | 新しい人生の始まり（嶄新的人生即將開始） | 佐佐木章光 |
| 平均收視率 8.1%（收視率調查以關東地區為調查藍本，由Video Research公司進行調查） |                |                                          |            |

## 相關項目
- ちゅらさん（日语：水姑娘）

## 外部連結
- 集英社官方網站 （页面存档备份，存于）
- NHK官方網站 （页面存档备份，存于）

## 節目的變遷
| NHK 電視劇10                   | NHK 電視劇10                                      | NHK 電視劇10 |
| ------------------------------ | ------------------------------------------------- | ------------ |
|                                | 白色沙灘旁的鶴龜助產院 （2012.8.28 - 2012.10.16） |              |
| 初戀 （2012.5.22 - 2012.7.17） | 單親媽媽 （2012.10.23 - 2012.12.11）              |              |